# Unidad Agroalimentaria Metropolitana

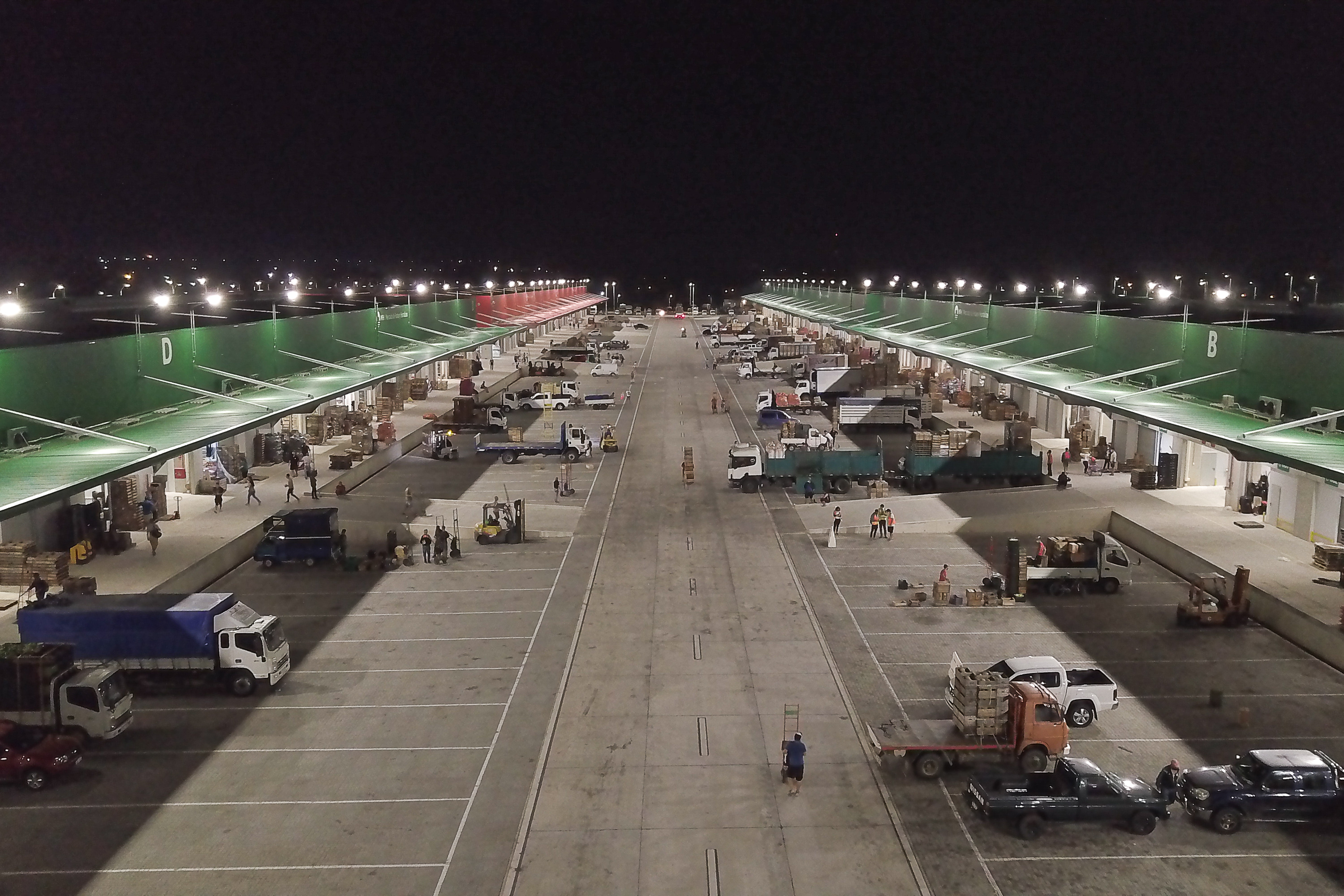
Unidad Agroalimentaria de Montevideo en plena actividad

La Unidad Agroalimentaria Metropolitana, también conocida por sus siglas UAM, es el mayor parque logístico de comercialización mayorista de alimentos agrícolas de Uruguay, fue inaugurada en 2021. Cuenta con un  predio de 95 hectáreas ubicado en el barrio Los Bulevares, sobre el camino Luis Eduardo Pérez 6651, Montevideo.
La creación de este depósito y mercado de alimentos agrícolas, corresponde a la iniciativa de trasladar el Mercado Modelo, sito sobre el barrio Simón Bolívar, Montevideo. Este predio y edificio de más de ochenta años ya estaba quedando pequeño para dicha actividad.

## Antecedentes

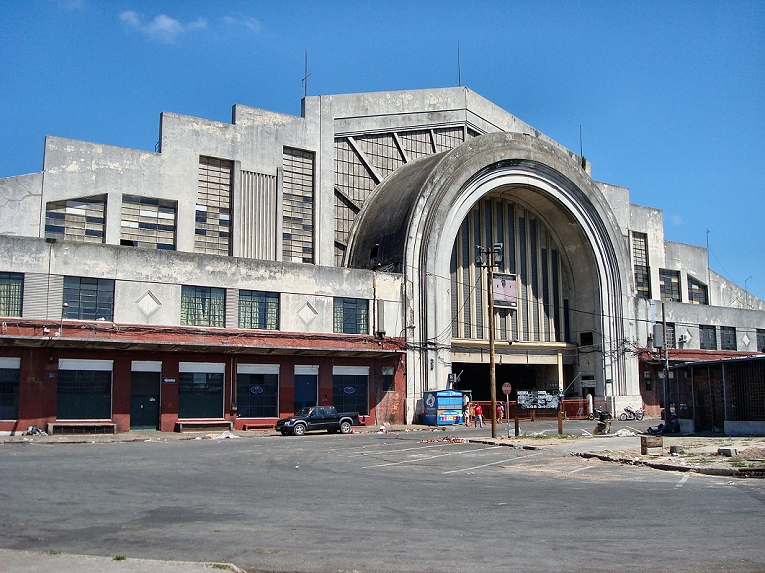
Entrada del Mercado Modelo.

El edificio principal tenía una superficie de 19.000 m², a la que los edificios que se añadieron en 1996 con un espacio de 15.000 m², mientras que el área total del mercado es 70.000 m².
En marzo de 2009, el entonces Intendente de Montevideo Ricardo Ehrlich, anunció que el mercado se trasladaría al oeste de Montevideo, hecho que recién se consumaría en 2021.

## Construcción del nuevo mercado
Durante 2020 y principios de 2021 se finalizaron los trabajos de la Unidad Agroalimentaria. Entre el 20 y el 22 de febrero de 2021 se realizó la mudanza del Mercado Modelo, hacia la nueva Unidad Agroalimentaria Metropolitana. Dicha mudanza no fue ajena a un sinfín de emociones y sentimientos encontrados de muchos trabajadores y vecinos de Montevideo hacia con el viejo mercado. El cual sigue siendo una referencia para el barrio Bolívar.
Finalmente el 23 de febrero de 2021 fue inaugurada la nueva unidad, la cual contó con la participación del presidente de la República, Luis Lacalle, el entoncesministro de Ganadería, Carlos María Uriarte, la intendenta de Montevideo, Carolina Cosse y los ex intendentes de Montevideo,  Ricardo Ehrlich quien de alguna forma inició el proceso de la UAM, Ana Olivera y Daniel Martínez, quien estaba en el cargo durante la iniciación de las obras.